# Johannes Spangenberg
Johannes Spangenberg ou Johannes Spangenbergius Hardesianus (Hardegsen, perto de Göttingen, 29 de Março de 1484 - Eisleben, 13 de Junho de 1550) foi compositor de hinos, teólogo e infatigável reformador alemão.  Dentre suas obras principais podemos citar: Postilla, Das ist: Auslegung der Episteln und Evangelien, Auf alle Sontage und vornehmsten Feste durch das gauze Jahr, Für die einfältigen Christen in Frag-Stücke verfasset; Cantiones ecclesiasticae Latinae ("Canções Eclesiásticas Latinas", que foi a primeira e mais importante coleção de músicas litúrgicas.); etc. Cyriacus Spangenberg era seu filho, para quem escreveu uma coleção de hinos eclesiásticos: Cantiones ecclesiasticae Latinae.

## Vida
Nascido na cidade de Hardegsen, em 1484, mais tarde ficou conhecido como Hardesius ou Hardesianus.  Frequentou primeiro a escola primária de Göttingen em 1501, e de Einbeck em 1502.  Absorveu o espírito humanista na Universidade de Erfurt, de 1508 a 1511, onde estudou música com o regente alemão Botho zu Stolberg e por volta do ano 1520, segundo o seu biógrafo Menzel, começou a fazer interpretação das Escrituras de uma maneira não usual. Foi professor da Escola de Latim em Stolberg e em 1524 foi convidado à cidade imperial de Nordhausen e ali atuou como educador e pastor durante 22 anos, com o apoio do prefeito de Nordhausen Michael Meyenburg; onde fez inúmeras melhoras na escola municipal.  Chegou a fundar sua própria escola que recebeu o nome de Scholae Nordhusanae Episcopum (Escola do Bispo de Nordhausen).  Sua reputação como pastor e educador se espalhou rapidamente e em 1546 Lutero solicitou a Spangenberg para que fosse a Mansfeld para se tornar superintendente de todos os assuntos da igreja daquele lugar.   Ele trabalhou incansavelmente, pregando, algumas vezes, quatro vezes por dia.  Em Eineck, ocupou-se mais intensamente com o estudo dos hinos.  Quando morreu, em 1550, deixou sua esposa que na época tinha 43 anos de idade e quatro filhos (três dos quais se tornaram teólogos).  Spangenberg escreveu além de hinos, sermões, obras de natureza doutrinária e também sobre o desenvolvimento moral.  Em sua obra Nfargarita theologica ele transpõe a Lógica Teológica de Philipp Melanchthon sob a forma de questões.  A sua Trivii Erotomata trata do trivium sob a forma de perguntas.

## Obras principais
- Margarita theologica ... [Leipzig, M. Blum] 1540 = dt.: Heubtartickel reiner Christlicher lere .... Wittenberg: Joh. Rhau-Grunenberg 1540
- Cantiones ecclesiasticae latinae, dominicis et festis Diebvs, in commemoratione Cenae Domini, per totius anni circulum cantandae. Per Ioannem Spangenbergum ... Kirchengesenge Deudsch auff die Sontage vnd fuernemliche Feste durchs gantze Jar zum Ampt so man das hochwirdige Sacrament des Abendmals Christi handelt auffs kurtzest durch Johan Spangenberg verfasset. [Magdeburg]: [Michael Lotther], 1545. (DKL 1545,14.)
- Questiones Musicae In Usum Scholae Northusianae. Lipsiae: Blum, 1544.
- Alte und neue geistliche Lieder und Lobgesänge (1543)
- Kirchengesänge, em alemão (1545)
- Evangelia Dominicalia (1539);
- Bellum Grammaticale foi impresso em Wittenberg, no ano de 1534.